# Prapor Roland
Prapor Roland (německy Battalion Ukrainische Gruppe Roland, ukrajinsky Батальйон (курінь) «Роланд»), znám také jako Skupina jih, byl jedna ze dvou ukrajinských jednotek zvláštního určení zformovaných dne 25. února 1941 se souhlasem šéfa německé vojenské rozvědky Canarise. Druhou jednotkou byl prapor Nachtigall. Oba prapory byly součástí jednotky zvláštního určení Lehrregiment "Brandenburg" z.b.V. 800 a byly cvičeny pro sabotážní a průzkumné operace. Jednotka byla podřízena II. oddělení abwehru.

## Vznik
Za vznikem ozbrojených jednotek stála snaha OUN o ozbrojený boj proti sovětské moci. Ve svých plánech počítala s vytvořením podzemních bojových skupin přímo na ukrajinském území, které měly vyvolat povstání, ale také se zformováním dobrovolnických jednotek v rámci cizích armád. Tyto jednotky se měly k povstalcům v příhodnou chvíli připojit a sloučit se s nimi v jedinou organizovanou národní ozbrojenou sílu. Jedinou mocností v tehdejší Evropě, která mohla takové zázemí poskytnout, byla Třetí říše. Vedení OUN spoléhalo na wehrmacht jako na spojence. Bylo to Německo, které mělo zájem na politickém a vojenském oslabení Polska i SSSR. Naděje OUN na nezávislý ukrajinský stát byly spojeny s válkou na východě. Zájem Německa však končil destabilizací situace v Polsku nebo SSSR, a proto vznik nového ukrajinského státu nebyl v německých plánech. Hlavním partnerem OUN se tak v této fázi stala vojenská rozvědka abwehr a její II. oddělení mající na starosti diverzní akce a sabotáže.
V létě 1939 se ve Vídni konalo jednání mezi šéfem OUN Melnykem a admirálem Canrisem. Po tomto jednání byla zformována z haličských emigrantů zvláštní jednotka Ukrajinská legie pro diverzní operace proti Polsku. Po porážce Polska a kapitulaci Francie ukrajinské emigrantské organizace očekávaly vypuknutí války mezi Německem a SSSR. Proto OUN Německu nabídla několik projektů na vytvoření ukrajinské armády. Němečtí generálové však kategoricky odmítli myšlenku vytvoření plnohodnotné ukrajinské armády a vedení OUN muselo souhlasit s vytvořením relativně malého počtu jednotek.
V únoru 1941 zplnomocněný zástupce OUN vedl jednání s armádním vedením nacistického Německa a dosáhl dohody o výcviku ukrajinských bojovníků v rámci wehrmachtu, tzv. Družiny ukrajinských nacionalistů. Hlavním cílem OUN bylo zformování možná nepočetné, ale dobře vycvičené bojové jednotky, jejíž vojáci by získali nejen teoretický, ale i praktický výcvik. Německá strana zase považovala za užitečné, aby vojáci ukrajinské jednotky prováděli agitaci a propagandu mezi obyvatelstvem Ukrajiny, stejně jako prováděli průzkum, sabotáže a další akce v zájmu německých ozbrojených sil.
Dne 25. února 1941 došlo k dohodě o výcviku ukrajinských jednotek čítajících 800 osob, které se podle plánů vedení OUN měly stát jádrem ukrajinské armády spřízněné s wehrmachtem. Jednalo se o dohodu mezi tajnými organizacemi, a proto nebyla nijak kodifikována. Představitelé OUN pouze předali německé straně písemné prohlášení o podmínkách, za kterých OUN souhlasila se spoluprací. Hlavním účelem vytvořeného útvaru měl být boj proti bolševickému Rusku za obnovu nezávislého ukrajinského státu. Příslušníci útvaru neměli skládat přísahu věrnosti Německu, ale jejich výcvik měl probíhat podle německých předpisů a pod německým velením. Vznik jednotky povolil 25. února 1941 osobně šéf německé vojenské rozvědky Canaris.

## Výcvik
Na základě jeho souhlasu tyto vytvořené vojenské jednotky měly název Skupina jih, která později získala název prapor Roland, a Skupina sever, která získala název prapor Nachtingall. Výcvik příslušníků praporu Roland probíhal ve výcvikových táborech abwehru pod vedením instruktorů z pluku Brandenburg-800.
Formování praporu Roland začalo v polovině dubna 1941 na bývalém rakouském území. Náborová kancelář pro příjem rekrutů do praporu sídlila ve Vídni na Landstrasser Hauptstrasse (německy Landstraßer Hauptstraße) maskovaná jako soukromý dům. Personál praporu tak na rozdíl od Nachtingallu tvořili z velké části emigranti přišlí po prohrané občanské válce a jejich potomci. Celkem 15 % z celkového počtu tvořili ukrajinští studenti z Vídně a Štýrského Hradce. Přihlásilo se kolem 1 000 dobrovolníků vyslaných tajnými buňkami OUN, ale Němci povolený počet byl však omezen na 300 kadetů, který byl později zvýšen na 450.
Velitelem praporu byl jmenován bývalý důstojník polské armády major Jevgenij Pavlovič Poběguščij. Všichni ostatní důstojníci, ale i instruktoři byli Ukrajinci, zatímco německé velení zastupovala spojovací skupina složená ze 3 důstojníků a 8 poddůstojníků. Výcvik praporu probíhal na zámku St. Egyden am Steinfeld poblíž Vídeňského Nového Města v ukrajinském jazyce. V druhé polovině dubna již dobrovolníci obdrželi stejnokroje a zbraně. Zkraje května 1941 započal intenzivní výcvik, který trval přibližně 6 týdnů. Kromě vojenského výcviku procházeli legionáři také velmi intenzivním politickým školením. Jednotka se měla stát základem pro vytvoření národních ozbrojených sil a v případě potřeby také plnit organizační a administrativní úkoly. Vojáci praporu proto kromě běžných ručních zbraní měli také psací stroje, cyklostyly, propagandistickou literaturu a již dříve připravené letáky.

## Nasazení
Dne 10. června 1941 prapor odjel do Bukoviny do rumunského města Câmpulung la Tisa, kde ještě asi měsíc procházel intenzivním výcvikem. Dne 12. června 1941 vypracovalo oddělení abwehru v Rumunsku návrh úkolů, které má plnit prapor Roland v případě války se SSSR. Oficiálním úkolem, který německé vojenské velení jednotkám stanovilo, bylo zajištění bezpečnosti pohybu německých jednotek na Ukrajině, odzbrojení zbytků Rudé armády a ochrana vlaků se zajatci a municí. Dále organizování sabotáží na sovětských spojích, letištích, zásobovacích trasách a místech pobytu sovětských vojsk. Prapor měl také provádět bezpečnostní úkoly jako zatýkání sovětských představitelů, likvidace velitelů a komisařů, ale také politickou práci spočívající v distribuci letáků a podněcování k povstání. Pro německé síly měl prapor zajišťovat služby průvodců a překladatelů. Při poslání na frontu v červenci 1941 byly příslušníkům praporu vydány pásky na rukávy žluté barvy s nápisem „Deutsche Wehrmacht“ v černé barvě. Jako pokrývky hlavy byly použity čepice pocházející z trofejních československých skladů v khaki barvě s ukrajinskými kokardami v podobě zlatého trojzubce na modrém podkladu. Vojáci měli také k dispozici odznaky s nápisem OUN-DUN označující je jako příslušníky Družiny ukrajinských nacionalistů. 
Po napadení SSSR byl prapor dne 27. června 1941 převelen k předsunutým jednotkám 11. armádního sboru (německy XI. Armeekorps (Wehrmacht)) k plnění zvláštních úkolů. Po překročení sovětsko-rumunských hranic bylo navrženo navýšení počtu praporu na 1 000 osob. Prapor měl podporovat německý přechod řeky Prut prováděním sabotážních akcí v týlu sovětských vojsk. Dne 30. června 1941 však jednotka obdržela radiogram od důstojníka abwehru zakazující účast na bojových akcích z důvodu opoždění příjezdu velení praporu.  O skutečnosti vyhlášení Aktu obnovení ukrajinského státu ve Lvově se vojáci praporu Roland dozvěděli 30. června 1941 z rozhlasového vysílání. Dne 10. července 1941 bylo rozkazem velení 11. armády stanoveno, že podle pokynů OKW má být prapor Roland používán výhradně v souladu se směrnicemi německého majora Ernsta zu Aikern. 
Dne 26. července 1941 byl rozkazem OKH prapor Roland zařazen do sestavy 54. armádního sboru pod velením generála Erika Oskara Hansena, aby vyčistil obsazená území a chránil týlové spoje na východ k frontě. Prapor byl dovyzbrojen ruskými trofejními puškami, navíc každá rota obdržela 6 českých lehkých kulometů, velitelé praporu a rot byli vyzbrojeni samopaly. Pro zajištění dopravy měl prapor 6 osobních automobilů, 5 nákladních automobilů a 3 motocykly. Kromě toho mělo být do řad praporu na území Ukrajiny doplněno dalších 150 vojáků, rekrutovaných z řad členů ukrajinských nacionalistických organizací. 
Dne 29. července 1941 byl prapor přepraven do oblasti v okolí města Jasy. Společnost jim dělali rumunští vojáci, kteří aktivně bránili rozdávání letáků příslušníky praporu. Podle pamětí Jevgenije Poběguščiho bylo přijetí místním obyvatelstvem velmi chladné, což bylo způsobeno tím, že Němci mezi místními obyvateli šířili fámy o příchodu polské dobrovolnické legie.  
Během pobytu na území Ukrajiny začali vojáci praporu dostávat zprávy o zatýkání členů ukrajinské vlády a její postupné likvidaci ze strany německé okupační správy. Důsledkem toho bylo výrazné zhoršení vztahů mezi ukrajinskými vojáky a německými styčnými důstojníky praporu, kteří se snažili zasahovat do vnitřního života jednotky a požadovali zastavení jakékoli propagandistické práce mezi obyvatelstvem. Prapor se pohyboval na území Ukrajiny v červnu až červenci 1941. 
Dne 10. srpna 1941 byl obdržen rozkaz ke stažení praporu zpět do Rumunska. Veliteli praporu byla svěřena osobní odpovědnost za to, aby všichni legionáři opustili Ukrajinu. Výjimku tvořilo pouze 50 legionářů, kteří měli za úkol pomáhat hospodářské službě, ale se zákazem jakékoli politické činnosti. Politické vedení Německa neplánovalo vytvoření skutečně nezávislého ukrajinského státu po vítězství nad SSSR, ale využívalo ukrajinské nacionalisty ve svém vlastním zájmu, aby přilákali široké masy na stranu Německa. Vůdci ukrajinských nacionalistů v Německu nebyli považováni za rovnocenné politické partnery a bylo s nimi zacházeno jako s poslušnými loutkami. A ti, kteří s touto rolí nesouhlasili, byli uvězněni.
Do 26. srpna 1941 musel prapor pěšky pochodovat zpět do Kišiněva, odkud dorazil po železnici do města Focșani v Rumunsku. Po příjezdu na nádraží byl vlak s legionáři odsunut na vedlejší kolej, obklíčen německými bezpečnostními silami a odzbrojen. Pouze důstojníkům byly ponechány osobní zbraně. Začátkem září 1941 byli příslušníci praporu převezeni zpět do své posádky do Vídně, kde jim byly vráceny zbraně a pokračovali ve výcviku.

## Rozpuštění
Rozkaz Reichsführera-SS ze dne 16. září 1941 nařizoval, aby z ukrajinských vojáků obou praporů byl zformován jeden bezpečnostní prapor. Oba prapory byly v říjnu 1941 převezeny do Frankfurtu nad Odrou. Zde byl dne 21. října 1941 vykonán rozkaz ke sloučení s praporem Nachtigall. Nově vzniklý útvar byl vytvořen jako jednotka bezpečnostní policie, které velel Jevgenij Poběguščij. Vojákům byla nabídnuta smlouva na dobu jednoho roku (od 1. prosince 1941 do 1. prosince 1942) na službu u bezpečnostní policie. Pouze 15 lidí odmítlo podepsat smlouvu, načež byli posláni do pracovních táborů. Takto utvořený bezpečnostní prapor ukrajinské pomocné policie dostal číslo 201 a účastnil se protipartyzánských operací na území Běloruska.
Po ukončení roční smlouvy 1. prosince 1942 již nikdo nechtěl podepsat pokračování. Proto byla jednotka rozpuštěna a její bývalí vojáci a důstojníci byli po částech převáženi do Lvova. Vojáci byli propuštěni ze služby, ale důstojníci byli uvězněni až do dubna 1943. Z 22 bývalých vyšších důstojníků praporu jich 13 skončilo v řadách UPA a 9 ve 14. granátnické divizi SS (1. ukrajinské).